# Allium vallivanchense
Allium vallivanchense — вид трав'янистих рослин родини амарилісові (Amaryllidaceae), ендемік Таджикистану.

## Опис
Цибулини субяйцюваті, кілька прикріплених до косого кореневища, оболонки бурштинові. Стеблина 25–40(50) см завдовжки, циліндрична, гладка, нижня третя частина покрита листовими піхвами. Листки лінійні, 10–15 см завдовжки, 3–4 мм завширшки. Суцвіття кулясте, щільне, діаметром 2–3 см. Квітки вузько воронкоподібні. Зовнішні листочки оцвітини ланцетні, завдовжки 4.5 мм і завширшки ≈ 1.5 мм, внутрішні довгасті, довжиною 5 мм і шириною ≈ 1.8 мм, перетинчасті, блискучі, рожеві, з вузькою і темнішою серединною жилкою. Пиляки яйцеподібні, фіолетові.

## Поширення
Ендемік Таджикистану.